# Daniel Kaiser
Daniel Kaiser – szwajcarski zapaśnik walczący w stylu wolnym. Olimpijczyk z Antwerpii 1920, gdzie zajął piąte miejsce w wadze piórkowej.

## Letnie Igrzyska Olimpijskie 1920
| Konkurencja      | Rundy eliminacyjne | Rundy eliminacyjne      | Klas. końcowa |
| Konkurencja      | 1/8                | 1/4                     | Miejsce       |
| ---------------- | ------------------ | ----------------------- | ------------- |
| 60 kg styl wolny | wolny los Z        | Charles Ackerly (USA) P | 5.            |